# ズーム (ゲーム会社)
株式会社ズーム（英: ZOOM Inc.）は、札幌市が拠点のコンピュータゲーム製作会社である。

## 概要
X68000向けゲームから始まり、スーパーファミコンのドラッキーシリーズ（発売:イマジニア）やPlayStation用対戦型格闘ゲームを開発。蚊シリーズ（PlayStation 2）以降は、携帯電話アプリゲームの開発を中心としているが、Wiiウェアで家庭用ゲーム機市場にも再進出している。
発売されたゲームの内、一部についてはズームのホームページでX68000エミュレータ用のディスクイメージとPSゲームZERO DIVIDEシリーズのサウンドトラックMP3ファイルが無料配布されていたが、携帯アプリゲームサイトの開設と共に配布が停止された。

### NECO
マスコットキャラクターである まんまるい猫。初出は『ジェノサイド』マニュアルに掲載された漫画で、この時は「ねこ」とひらがな表記だった。後に公募により「ネコ・ドラッキー（NECO DOLUCKY）」というフルネーム設定が付いた。
ズームの各種ゲームの取扱説明書や、「ズームユーザーズクラブ」の会報である『健康』、ゲーム雑誌『Theスーパーファミコン』などを中心に、このキャラクターを主役にした漫画「NECOマンガ」が掲載されていた。漫画は当時ズームにグラフィッカーとして所属していたイラストレーターの福田正和が担当。
スーパーファミコンでは「ドラッキー」の名で複数作品に登場している（ドラッキーの草やきう#ドラッキーシリーズを参照）ほか、『ゼロ・ディバイド』シリーズにも「NECO」名義で登場している。
『ファランクス』でNECOのライバルとなる「もどき」が誕生した。

### イマジニアズーム
1993年4月、イマジニアとの提携を強化すべく、2社共同出資でイマジニアズーム株式会社が設立された。
しかし1995年1月、業績不振のためイマジニアズームは解散となった。

## 主なタイトル

### X68000
- ジェノサイド(1989) - アクションゲーム
- ラグーン - RPG
- ファランクス(1991) - シューティングゲーム
- ジェノサイド2(1991)
- オーバーテイク(1992) - レースゲーム

### FM TOWNS
- ジェノサイド・スクウェア - ジェノサイドとジェノサイド2のカップリング

### スーパーファミコン
- ドラッキーの草やきう
- ドラッキーのAりーぐさっかー
- ドラッキーのパズルツアー'94

### PlayStation
- ゼロ・ディバイド
- ゼロ・ディバイド2
- るろうに剣心 -明治剣客浪漫譚- 維新激闘編（ソニー・コンピュータエンタテインメント）

### セガサターン
- ZERO DIVIDE -THE FINAL CONFLICT-

### ドリームキャスト
- スーパースピード・レーシング（セガ）

### PlayStation 2
- 蚊（ソニー・コンピュータエンタテインメント）
- 蚊2 レッツゴーハワイ（ソニー・コンピュータエンタテインメント）

### ニンテンドー ゲームキューブ
- ユニバーサル・スタジオ・ジャパン・アドベンチャー

### Wiiウェア
- ファンタジックタンバリン
- ファランクス
- ファンタジックキューブ
- ジェノサイド